# Церква Різдва Пресвятої Богородиці (Ладичин)
Церква Різдва Пресвятої Богородиці в Ладичині — парафія і храм греко-католицької громади Микулинецького деканату Тернопільсько-Зборівської архієпархії Української греко-католицької церкви в селі Ладичин Тернопільського району Тернопільської области.

## Історія церкви
Парафія як самостійна одиниця в лоні УГКЦ існує з початку XIX століття. Завдяки єдності вірян і старанням пароха Осипа Шмериковського, у 1815 році збудовано храм. Церкву освятили 21 вересня 1815 року на честь Різдва Пресвятої Богородиці.
З 1815 до 1946 року храм також належав УГКЦ. З 1946 до 1991 року парафія і церква перебували під юрисдикцією РПЦ.
Парафію відвідували ієрархи: 5 липня 1937 року візитацію здійснив єпископ Никита Будка, а у 1995 році — єпископ Михаїл Сабрига, коли освячував розпис церкви.
У святилищі храму знаходяться мощі святого Йосафата Кунцевича.
При парафії діють такі спільноти: братство Матері Божої Неустанної Помочі, Марійська та Вівтарна дружини, а також братство Тверезості.
На території парафії є фігури:
- святого Петра (1886, фундатор — Андрій Штанимир),
- святого Павла (1886, фундатор — Ілля Штанимир),
- Матері Божої на честь братства Тверезості (при вході в церкву з лівої сторони з написом: «Молись, тверезись, працюй, учися, щади в рідних касах», 1875, відновлена в 1908),
- святого Антонія (1886, фундатор — Андрій Янішин),
- святого Миколая (1886, фундатор — Іван Зелінський),
- Матері Божої (1886, відновлена у 1992, фундатор — місцева громада),
- Матері Божої з дитятком Ісусом (1886, фундатор — Станимир Андрій),
- Матері Божої з дитятком Ісусом (на честь берегині опіки та захисниці українського люду, села і краю України, 2008),
- розп'яття Ісуса Христа (збудовано 6 травня 1990),
- капличка Матері Божої (збудована у 1870—1880, фундатор — Малаховський).

До нерухомого майна парафії належить проборство.

## Парохи
- о. Осип Шмериковський (1815—1854),
- o. Іван Балтарович (1854—1900),
- о. Михайло Світенький (1900—1936),
- о. Мирон Кордуба (1940—1946),
- о. Михайло Кухарський (1991—2003),
- о. Роман Зощук (з 20 липня 2003).